# ゴードン・デューリー
ゴードン・スコット・デューリー（Gordon Scott Durie, 1965年12月6日 - ）は、スコットランド・ペイズリー出身の元サッカー選手。ポジションはフォワード(CF)。

## 来歴
スコットランドのチームでキャリアをスタートさせると、1986年にチェルシーFCに加入。1988-89シーズンには2部リーグ優勝、1部昇格に貢献した。
レンジャーズFC時代には幾多のタイトル獲得に貢献。1995-96シーズンのスコティッシュカップ決勝ではハットトリックを達成し、5-1での優勝に貢献した。
1987年からサッカースコットランド代表に招集され、2度のFIFAワールドカップ出場を経験。また、2度UEFA欧州選手権のメンバーにも選ばれた。

## 代表歴

### 出場大会
- スコットランド代表
  - 1990 FIFAワールドカップ
  - 1998 FIFAワールドカップ

### 試合数
- 国際Aマッチ 43試合 7得点（1987年-1998年）[2]

| スコットランド代表 | 国際Aマッチ | 国際Aマッチ |
| 年                 | 出場        | 得点        |
| ------------------ | ----------- | ----------- |
| 1987               | 1           | 0           |
| 1988               | 1           | 0           |
| 1989               | 2           | 1           |
| 1990               | 5           | 0           |
| 1991               | 6           | 3           |
| 1992               | 8           | 0           |
| 1993               | 2           | 0           |
| 1994               | 2           | 0           |
| 1995               | 0           | 0           |
| 1996               | 5           | 1           |
| 1997               | 6           | 2           |
| 1998               | 5           | 0           |
| 通算               | 43          | 7           |

## タイトル
レンジャーズ
- リーグ:6回 (1993-94, 1994-95, 1995-96, 1996-97, 1998-99, 1999-2000)
- カップ:3回 (1995-96, 1998-99, 1999-2000)
- リーグカップ:3回 (1993-94, 1996-97, 1998-99)